# Синько, Ростислав Александрович
Ростисла́в Алекса́ндрович Синько́ (укр. Ростислав Олександрович Синько; 21 августа 1933, с. Степано-Крынка — 23 октября 2010, Киев) — советский и украинский режиссёр кино и театра, драматург, сценарист. Заслуженный работник культуры Украинской ССР (1983).

## Биография
В 1955 году окончил актёрский факультет КГИТИ имени И. К. Карпенко-Карого.
Играл на сцене Киевского театра юного зрителя, работал на Киевской студии телевидения.
С 1965 года работал режиссёром студии «Укртелефильм».
Член КПСС с 1971 года.
Умер 23 октября 2010 года в Киеве. Похоронен на Байковом кладбище рядом с И. П. Кавалеридзе.

## Фильмография
- 1975 — Такие симпатичные волки
- 1976 — Костя Барабаш из 10 «Б»
- 1980 — Страх
- 1983 — Завтра начинается сегодня
- 1986 — Дом отца твоего (Дім батька твого)
- 1991 — Народный Малахий
- 1992 — Киевские просители
- 1993—1994 — Сад Гефсиманский
- 1994 — Тигроловы